# Smith Automobile Company
Smith Automobile Company war ein US-amerikanischer Hersteller von Automobilen.

## Unternehmensgeschichte
Die Familie Smith war in Topeka in Kansas ansässig und leitete ein Unternehmen im Gesundheitswesen. 1898 wurden die Brüder Clement und Anton Smith auf ein Automobil des Mechanikers Terry Stafford aus der gleichen Stadt aufmerksam. Sie wurden seine Partner und stellten in geringen Mengen in seiner Werkstatt Fahrzeuge her.
1903 gründeten die Brüder und Stafford das Unternehmen in Topeka. Sie begannen mit der Produktion von Automobilen. Der Markenname lautete zunächst Veracity, ab 1906 Smith und ab 1907 Great Smith. Stafford verließ 1908 das Unternehmen und gründete daraufhin die Stafford Motor Car Company. Die Brüder verkauften ebenfalls ihre Anteile, und zwar entweder 1908 oder 1909.
Ende 1909 hatte ein Konsortium aus 17 Geschäftsleuten aus Grand Rapids in Michigan die Kontrolle über das Unternehmen. Sie versuchten, den Sitz in ihre Stadt zu verlagern. Die Association of Licensed Automobile Manufacturers verhinderte es, weil es in Michigan bereits viele Automobilhersteller gab und in Kansas nur wenige.
Der Niedergang folgte. Ende 1910 begann die Insolvenz. Die Brüder Charles und George Southwick übernahmen 1911 das Werk. Sie montierten mit zwölf Mitarbeitern weitere Fahrzeuge
Im April 1912 kündigten sie Pläne an, Personenkraftwagen und Nutzfahrzeuge der Marke Westerner anbieten zu wollen. Viele Fahrzeuge können nicht entstanden sein.
Am 29. Mai 1912 wurde alles an die Perfection Metal Products Company verkauft.

## Fahrzeuge

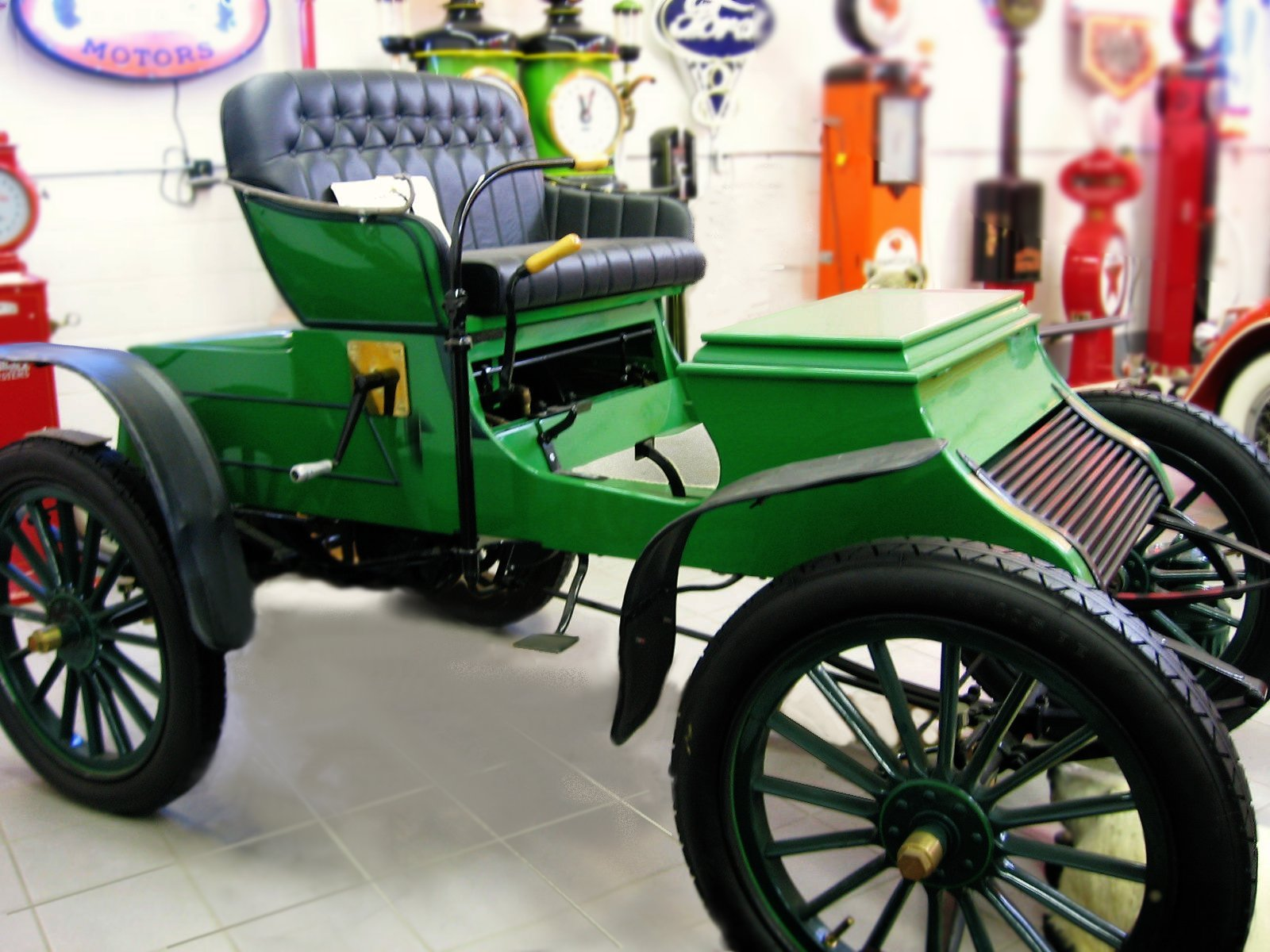
Dieses Fahrzeug in einer privaten Sammlung ist als Smith von 1902 beschrieben

### Markenname Veracity
Die Fahrzeuge hatten einen Zweizylindermotor. Er trieb über ein Planetengetriebe und eine Kette die Hinterachse an. Genannt sind Observation Car als Tonneau und Traveler’s Car. Eine Abbildung zeigt einen Runabout.

### Markenname Smith
Diese Fahrzeuge von 1906 hatten einen Vierzylindermotor und Kardanantrieb. Das Fahrgestell hatte 249 cm Radstand. Im Surrey leistete der Motor 20 PS. Daneben gab es einen Tonneau mit seitlichen Türen und einem 24-PS-Motor.

### Markenname Great Smith
Die Fahrzeuge von 1907 basierten auf den Vorjahresmodellen. Model Q war ein zweisitziger Roadster und Model R ein fünfsitziger Tourenwagen. Gemeinsamkeit war ein Vierzylindermotor mit 24 PS Leistung und ein Radstand von 272 cm. Neu war der 50/60 HP. Sein Sechszylindermotor war mit 50/60 PS angegeben. Der Radstand betrug 334 cm. Einziger Aufbau war ein offener Tourenwagen mit sieben Sitzen. Hiervon wurden nur zehn Exemplare verkauft, was zur schnellen Einstellung des Modells führte.
1908 wurde der Radstand der kleinen Modelle auf 279 cm verlängert. Type S war nun ein Baby Tonneau und Type T ein Roadster.
1909 folgte der Series XX. Der Motor war nun mit 45 PS angegeben. Der Radstand blieb unverändert. Überliefert sind Tourenwagen, Gentlemen’s Roadster und Baby Tonneau.
1910 gab es keine technischen Änderungen, aber Umbenennungen. Model XII war ein Toy Tonneau mit vier Sitzen und Model XXI ein Tourenwagen mit fünf Sitzen.
1911 standen verschiedene Radstände zur Wahl. Model E als fünfsitziger Tourenwagen und Model EB als viersitziger Baby Tonneau hatten 290 cm Radstand, Model EC als Encl. Cruiser 292 cm Radstand und Model ET als fünfsitziger Tourenwagen 279 cm Radstand.
| Jahr | Modell    | Zylinder | Leistung (PS) | Radstand (cm) | Aufbau                                          |
| ---- | --------- | -------- | ------------- | ------------- | ----------------------------------------------- |
| 1907 | Model Q   | 4        | 24            | 272           | Roadster 2-sitzig                               |
| 1907 | Model R   | 4        | 24            | 272           | Tourenwagen 5-sitzig                            |
| 1907 | 50/60 HP  | 6        | 50/60         | 334           | Tourenwagen 7-sitzig                            |
| 1908 | Type S    | 4        | 24            | 279           | Baby Tonneau                                    |
| 1908 | Type T    | 4        | 24            | 279           | Roadster                                        |
| 1909 | Series XX | 4        | 45            | 279           | Tourenwagen, Gentlemen’s Roadster, Baby Tonneau |
| 1910 | Model XII | 4        | 45            | 279           | Toy Tonneau 4-sitzig                            |
| 1910 | Model XXI | 4        | 45            | 279           | Tourenwagen 5-sitzig                            |
| 1911 | Model E   | 4        | 45            | 290           | Tourenwagen 5-sitzig                            |
| 1911 | Model EB  | 4        | 45            | 290           | Baby Tonneau 4-sitzig                           |
| 1911 | Model EC  | 4        | 45            | 292           | Encl. Cruiser                                   |
| 1911 | Model ET  | 4        | 45            | 279           | Tourenwagen 5-sitzig                            |

### Markenname Westerner
Überliefert sind Roadster und Lastkraftwagen.

## Produktionszahlen
| Jahr  | Produktionszahl |
| ----- | --------------- |
| 1904  | 61              |
| 1905  | 79              |
| 1906  | 93              |
| 1907  | 100             |
| 1908  | 127             |
| 1909  | 153             |
| 1910  | 157             |
| Summe | 770             |

Quelle: